# Elyon
Elyon ou El Elyon (Hebraico: אֵל עֶלְיוֹן‎ ʼĒl ʻElyōn), é um epíteto que aparece na Bíblia Hebraica. ʾĒl ʿElyōn é geralmente traduzido em inglês como “Deus Altíssimo”, e de forma semelhante na Septuaginta como ὁ Θεός ὁ ὕψιστος (“Deus o mais alto”). O título ʿElyōn é um tópico comum de debate acadêmico, às vezes interpretado como igual ao Deus Abraâmico, e outras vezes teorizado como uma referência a uma divindade separada de seu próprio tipo, potencialmente acima de Yahweh.
Fora do contexto bíblico, o termo também tem usos comuns, como “superior” (onde o final de ambas as raízes é locativo, não superlativo ou comparativo), “topo” ou “mais alto”, referindo-se simplesmente à posição de objetos (por exemplo, aplicado a uma cesta em Gênesis 40:17 ou a uma câmara em Ezequiel 42:5).

## Bíblia Hebraica

### ʼĒl ʻElyōn
O nome composto ʼĒl ʻElyōn ‘Deus Altíssimo’ ocorre em Gênesis 14:18–20 como o Deus cujo sacerdote era Melquisedeque, rei de Salém. A forma aparece novamente quase imediatamente no versículo 22, usado por Abraão em um juramento ao rei de Sodoma. Neste versículo, o nome de Deus também ocorre em aposto a ʼĒl ʻElyōn no Texto Massorético, mas está ausente na versão Samaritana, na tradução da Septuaginta e em Símaco. Sua ocorrência aqui foi uma das bases de uma teoria inicialmente proposta por Julius Wellhausen de que ʼĒl ʻElyōn era um deus antigo de Salém (Jerusalém), mais tarde equiparado a Deus.[carece de fontes?] A única outra ocorrência da expressão composta está em Salmos 78:35: “E lembraram-se de que Deus [ʼĒlōhīm] era a sua rocha, e o Deus Altíssimo [ʼĒl ʻElyōn] o seu redentor.” O nome é repetido mais tarde no capítulo, mas com uma variação: o versículo cinquenta e seis diz ʼElohim ʻElyōn.
Foi sugerido que a referência a “ʼĒl ʻElyōn, criador do céu e da terra” em Gênesis 14:19 e 22 reflete uma origem cananéia. A formulação em Gênesis assemelha-se a um reconto das tradições religiosas cananeias na conta de Filo de Biblos da história fenícia, na qual ʻElyōn era o progenitor de Urano (“Céu”) e Gaia (“Terra”).

### ʽElyōn
O nome ʽElyōn (Altíssimo), por si só, é encontrado em muitos trechos poéticos, especialmente nos Salmos. Ele aparece no oráculo em verso de Balaão em Números 24:16 como um nome separado, paralelo a Ēl.  Também aparece no cântico final de Moisés em Deuteronômio 32:8 (um versículo muito discutido). Uma tradução do texto Massorético:

When the Most High (ʽElyōn) divided nations,

he separated the sons of man (Ādām);

he set the bounds of the masses

according to the number of the sons of Israel
Muitos manuscritos da Septuaginta têm angelōn theou (anjos de Deus) no lugar de “filhos de Israel” e enquanto alguns outros têm huiōn theou (filhos de Deus). O fragmento dos Manuscritos do Mar Morto 4QDeutj, no entanto, lê bny ’lwhm, (filhos de Deus, ou filhos de ’Elohim). A Nova Versão Revisada Padrão traduz isso como “ele fixou os limites … de acordo com o número dos deuses.” No entanto, a identificação de ʽElyōn na passagem é disputada.
Este trecho parece identificar ʽElyōn com ’Elohim, mas não necessariamente com Yahweh. Pode ser lido no sentido de que ʽElyōn separou a humanidade em 70 nações de acordo com seus 70 filhos (os 70 filhos de Ēl mencionados nos textos ugaríticos), cada um desses filhos sendo a divindade tutelar sobre uma das 70 nações, um deles sendo o Deus de Israel, Yahweh. Alternativamente, pode significar que ʽElyōn, tendo dado as outras nações a seus filhos, agora toma Israel para si sob o nome do Tetragrama. Ambas as interpretações têm apoio, embora ver ʽElyōn como uma divindade superior a Yahweh possa ser contra a maioria dos padrões monoteístas dos dogmas abraâmicos modernos.
Michael Heiser argumenta que separar El e Yahweh é ‘internamente inconsistente’ dentro do Livro de Deuteronômio (por exemplo, Deuteronômio 4:19-20:, Deuteronômio 32:6–7). Segundo Heiser, isso também levanta a questão de por que os Deuteronomistas seriam tão descuidados ao introduzir esse erro, especialmente alguns versículos depois, e por que eles não os removeram rapidamente como ‘monoteístas intolerantes’.
Em Isaías 14:13-14, ʽElyōn é usado em um contexto muito místico na passagem que fornece a base para especulações posteriores sobre a queda de Satanás, onde o príncipe rebelde da Babilônia é retratado se gabando:

Eu serei entronizado no monte da assembleia, no extremo norte [ou “mais distante Zafom”]

Subirei acima das alturas das nuvens;

Serei como o Altíssimo.
Em alguns casos, ʽElyōn é usado em referência a Yahweh, como no Salmo 97:9:
Para ti, Senhor [‘‘YHWH’’],

és o Altíssimo [‘‘ʽelyōn’’] sobre toda a terra;

és exaltado acima de todos os deuses.
Também é escrito como Elliyoun em alguns casos.

## Uso não bíblico
Fora dos textos bíblicos, o epíteto “Altíssimo” ocorre em várias ocasiões e também foi escrito de forma diferente como ‘Elliyoun’ ou ‘Ellioun’.

### Tratado de Sefire I
Predefinição:Middle Eastern mythologyO uso mais controverso desses, fora da Bíblia, está na mais antiga das três inscrições de tratados em aramaico encontradas em al-Safirah, a 16 milhas (26 km) a sudeste de Alepo.
A inscrição “Sefire I” (KAI 222.I.A.8–12; ANET p. 659), que data de cerca de 750 a.C., lista as principais divindades patronas de cada lado, todas elas em pares unidos por “e”, em cada caso um deus masculino e a esposa do deus quando os nomes são conhecidos. Então, após um intervalo, vem ’l wʽlyn.
- Isso possivelmente significa “'Ēl e ʽElyōn”, aparentemente também dois deuses separados, seguidos por mais pares de divindades.
- Também é possível que estes indiquem dois aspectos do mesmo deus.
- Pode ser um nome divino único. Os textos ugaríticos contêm nomes divinos como Kothar waḪasis “Hábil-e-Inteligente”, Mot waShar “Morte-e-Príncipe” (ou possivelmente “Morte-e-Destruição”), Nikkal-and-Ib, que é originalmente o nome da deusa suméria Ningal combinado com um elemento de significado desconhecido. Portanto, Ēl waʽElyōn pode ser um nome único ‘Deus-e-Altíssimo’ idêntico em significado com o bíblico ʼĒl ʽElyōn, mesmo que isso seja único.

Frank Moore Cross (1973) aceita todas as três interpretações como possibilidades.

### Sanconíaton
Na narrativa de Eusébio sobre o registro de Filo de Biblos (c. 64–141 d.C.) da conta euhemerística de Sanconíaton das divindades fenícias, Elioun, a quem ele chama de Hipsistarianos ‘o mais alto’ e que é, portanto, provavelmente ʿElyōn, é bastante separado de seu Elus/Cronos, que é o deus supremo Ēl. Sanconíaton conta apenas:
Em seu tempo nasceu um certo Elioun chamado “o Altíssimo”, e uma mulher chamada Berith, e estes moravam nas proximidades de Biblos. E deles nasceu Epigeius ou Autochthon, a quem depois chamaram de Céu; assim, dele nomearam o elemento acima de nós Céu, por causa da excelência de sua beleza. E ele tem uma irmã nascida dos pais supracitados, que foi chamada Terra, e dela, ele diz, por causa de sua beleza, chamaram a terra pelo mesmo nome. E seu pai, o Altíssimo, morreu em um encontro com feras selvagens, e foi divinizado, e seus filhos ofereceram a ele libações e sacrifícios.
De acordo com Sanconíaton, é do Céu e Terra que Ēl e várias outras divindades nasceram, embora textos antigos se refiram a Ēl como criador do céu e da terra. A teogonia hitita conhece um deus primordial chamado Alalu que gerou o Céu (e possivelmente a Terra) e que foi deposto por seu filho Céu, que por sua vez foi deposto por seu filho Kumarbi. Uma tradição semelhante parece estar na base do relato de Sanconíaton.
Quanto a Berith, que aqui é a esposa de ʿElyōn, foi sugerida uma relação com a palavra hebraica bərīt ‘aliança’ ou com a cidade de Beirute.[carece de fontes?]